# 大黄庄镇
大黄庄镇，是中华人民共和国河北省张家口怀来县下辖的一个乡镇级行政单位。

## 行政区划
大黄庄镇下辖以下地区：
大黄庄村、新官厅村、朱官屯村、东杨庄村、谈家房村、西杨庄村、赵家房村、吴家房村和大营村。